# Aghbalou (Midelt)
Aghbalou (en àrab اغبالو, Aḡbālū; en amazic ⴰⵖⴱⴰⵍⵓ) és una comuna rural de la província de Midelt, a la regió de Drâa-Tafilalet, al Marroc. Segons el cens de 2014 tenia una població total de 9.547 persones.
Situat a la vall de l'Urika, a la cruïlla que porta cap a Ukaimeden. A partir d'aquest poble, en direcció a Setti Fatma, la vall de l'Urika es fa més estreta i comença a agafar alçada gradualment. A la vora, pujant cap Ukaimeden, hi ha el poble d'Igri el Khemac.